# Frédéric Deschênes
Pour les articles homonymes, voir Deschênes.
Frédéric Deschênes (né le 12 janvier 1976 à Québec, dans la province de Québec au Canada) est un joueur professionnel canadien de hockey sur glace qui évolue au poste de gardien de but.

## Carrière de joueur
Il a joué trois saisons dans la Ligue de hockey junior majeur du Québec avec les Bisons de Granby / Prédateurs de Granby, équipe avec laquelle il a connu du succès, étant même repêché par les Red Wings de Détroit lors du repêchage de 1994.
En 1996 il commence sa carrière professionnelle, alors qu'il joue avec les Generals de Flint de la Colonial Hockey League et avec les Americans de Rochester de la Ligue américaine de hockey.
Il passe ensuite une saison avec les Rafales de Québec de la Ligue internationale de hockey, puis la saison 1998-1999 avec les Bulls de Birmingham de l'East Coast Hockey League, les Pirates de Portland (AHL) et les Solar Bears d'Orlando (IHL).
Entre 1999 et 2002, il joue principalement avec les Chiefs de Johnstown de l'ECHL, en plus de jouer quelques matchs avec les Flames de Saint-Jean (AHL).
À l’automne 2002 il revient au Canada et il se joint au Prolab de Thetford Mines de la Ligue de hockey semi-professionnelle du Québec. Il passe six saisons avec l’équipe qui change de nom pour devenir l’Isothermic de Thetford Mines.
À l’été 2008, il est échangé au Poutrelles Delta de Sainte-Marie, puis le 20 octobre au CRS Express de Saint-Georges.

## Statistiques
| 1993-1994 | Bisons de Granby                 | LHJMQ          | 35 | 14 | 16 | 1 | 1866 | 131 | 0 | 4,21 | 88,1 % | 7  | 3  | 4 | 0 | 372  | 27 | 0 | 4,35 | 89,4 % |
| 1994-1995 | Bisons de Granby                 | LHJMQ          | 45 | 16 | 23 | 1 | 2376 | 160 | 0 | 4,04 | 87,2 % | 11 | 3  | 7 | 0 | 555  | 35 | 1 | 3,78 | 89,4 % |
| 1995-1996 | Prédateurs de Granby             | LHJMQ          | 47 | 34 | 7  | 0 | 2510 | 110 | 2 | 2,63 | 89,9 % | 14 | 8  | 2 | 0 | 647  | 32 | 0 | 2,97 | 88,4 % |
| 1996      | Prédateurs de Granby             | Coupe Memorial | -  | -  | -  | - | -    | -   | - | -    | -      |    |    |   |   |      |    |   |      |        |
| 1996-1997 | Generals de Flint                | CoHL           | 3  | 3  | 0  | 0 | 180  | 5   | 0 | 1,67 | 93,0 % | -  | -  | - | - | -    | -  | - | -    | -      |
| 1996-1997 | Americans de Rochester           | LAH            | 38 | 15 | 13 | 3 | 1898 | 90  | 2 | 2,85 | 90,6 % | 10 | 6  | 4 | 0 | 628  | 28 | 0 | 2,68 |        |
| 1997-1998 | Rafales de Québec                | LIH            | 38 | 9  | 23 | 3 | 2115 | 126 | 0 | 3,57 | 89,5 % | -  | -  | - | - | -    | -  | - | -    | -      |
| 1998-1999 | Bulls de Birmingham              | ECHL           | 39 | 20 | 16 | 2 | 2224 | 128 | 2 | 3,45 | 90,1 % | -  | -  | - | - | -    | -  | - | -    | -      |
| 1998-1999 | Pirates de Portland              | LAH            | 3  | 0  | 2  | 1 | 165  | 14  | 0 | 5,09 | 88,1 % | -  | -  | - | - | -    | -  | - | -    | -      |
| 1998-1999 | Solar Bears d'Orlando            | LIH            | 12 | 2  | 7  | 2 | 638  | 38  | 1 | 3,58 | 88,9 % | -  | -  | - | - | -    | -  | - | -    | -      |
| 1999-2000 | Flames de Saint-Jean             | LAH            | 5  | 1  | 3  | 0 | 259  | 19  | 1 | 4,40 | 88,7 % | -  | -  | - | - | -    | -  | - | -    | -      |
| 1999-2000 | Chiefs de Johnstown              | ECHL           | 49 | 23 | 19 | 6 | 2786 | 146 | 2 | 3,14 | 89,5 % | 6  | 3  | 3 | 0 | 369  | 15 | 2 | 2,44 | 92,0 % |
| 2000-2001 | Chiefs de Johnstown              | ECHL           | 54 | 21 | 26 | 6 | 3158 | 157 | 2 | 2,98 | 90,6 % | 4  | 1  | 3 | 0 | 205  | 9  | 0 | 2,61 | 91,5 % |
| 2001-2002 | Chiefs de Johnstown              | ECHL           | 49 | 25 | 21 | 1 | 2760 | 135 | 1 | 2,93 | 90,4 % | 6  | 3  | 3 | 0 | 361  | 11 | 1 | 1,83 | 93,6 % |
| 2002-2003 | Prolab de Thetford Mines         | LHSPQ          | 34 | 29 | 3  | 1 | 1998 | 70  | 4 | 2,10 | 92,7 % | 21 | 13 | 8 | 0 | 1231 | 63 | 1 | 3,07 | 90,8 % |
| 2003-2004 | Prolab de Thetford Mines         | LHSMQ          | 28 | 23 | 1  | 2 | 1620 | 75  | 2 | 2,78 | 91,1 % | 12 | 8  | 4 | 0 | 651  | 36 | 0 | 3,32 | 88,5 % |
| 2004-2005 | Prolab de Thetford Mines         | LNAH           | 34 | 16 | 14 | 2 | 1857 | 96  | 2 | 3,10 | 90,6 % | 13 | 7  | 3 | 2 | 779  | 32 | 0 | 2,47 | 92,7 % |
| 2005-2006 | Prolab de Thetford Mines         | LNAH           | 37 | 16 | 15 | 3 | 2035 | 125 | 1 | 3,69 | 90,6 % | 5  | 2  | 3 | 0 | 262  | 21 | 0 | 4,81 | 87,5 % |
| 2006-2007 | Prolab de Thetford Mines         | LNAH           | 25 | 11 | 11 | 1 | 1405 | 108 | 0 | 4,61 | 89,7 % | 3  | 1  | 2 | 0 | 180  | 14 | 0 | 4,67 | 86,9 % |
| 2007-2008 | Isothermic de Thetford Mines     | LNAH           | 31 | 12 | 14 | 0 | 1598 | 127 | 0 | 4,77 | 87,5 % | 3  | 1  | 2 | 0 | 161  | 14 | 0 | 5,22 | 86,8 % |
| 2008-2009 | Poutrelles Delta de Sainte-Marie | LNAH           | 4  | 2  | 2  | 0 | 239  | 11  | 0 | 2,76 | 93,7 % | -  | -  | - | - | -    | -  | - | -    | -      |
| 2008-2009 | CRS Express de Saint-Georges     | LNAH           | 26 | 19 | 5  | 0 | 1459 | 74  | 2 | 3,04 | 90,5 % | 11 | 6  | 5 | 0 | 663  | 40 | 0 | 3,62 | 90,1 % |
| 2009-2010 | CRS Express de Saint-Georges     | LNAH           | 34 | 20 | 12 | 1 | 1935 | 128 | 0 | 3,97 | 89,0 % | 17 | 12 | 4 | 1 | 1025 | 56 | 0 | 3,28 | 89,6 % |
| 2010-2011 | Cool FM 103,5 de Saint-Georges   | LNAH           | 21 | 13 | 7  | 1 | 1241 | 56  | 0 | 2,71 | 91,5 % | 9  | 4  | 4 | 1 | 550  | 22 | 0 | 2,40 | 91,7 % |
| 2011-2012 | Cool FM 103,5 de Saint-Georges   | LNAH           | 21 | 7  | 8  | 4 | 1126 | 69  | 0 | 3,68 | 90,5 % | -  | -  | - | - | -    | -  | - | -    | -      |

## Trophées et honneurs personnels
- Ligue nord-américaine de hockey
  - 2002-2003 : gagne le trophée Claude-Larose remis au joueur le plus utile à son équipe, le Trophée du meilleur duo de gardien de but en compagnie de Denis Desbiens et élu dans la première équipe d’étoiles.
  - 2009-2010 : gagne la Coupe Futura avec le CRS Express de Saint-Georges.
  - 2010-2011 : gagne le Trophée du meilleur gardien de but.
  - Il est au deuxième rang dans l’histoire de la ligue pour le plus grand nombre de victoires (161 victoires) et au premier rang pour le nombre de blanchissages (11 blanchissages).
- Ligue de hockey junior majeur du Québec
  - 1995-1996 : gagne la Coupe du président, la Coupe Memorial, le trophée Jacques-Plante et élu dans la première équipe d’étoiles avec les Prédateurs de Granby.
- Ligue canadienne de hockey
  - 1995-1996 : élu meilleur gardien de la saison et dans la première équipe d’étoiles.
- Coupe Memorial
  - 1996 : reçoit le trophée Hap-Emms remis au gardien de but par excellence et élu dans l’équipe d’étoiles.
  - Il est le seul gardien à avoir enregistré deux jeux blancs lors du tournoi de la Coupe Memorial (8-0 contre le Storm de Guelph et 4-0 en finale contre les Petes de Peterborough)[3].